# Mokola virus
Mokola lyssavirus, или Вирус Мокола (MOKV) — РНК-содержащий вирус, родственный вирусу бешенства, спорадически выделяемый у млекопитающих в странах Африки к югу от Сахары. Большинство образцов были получены от домашних кошек с симптомами, характерными для бешенства.
По состоянию на 2021 год было зарегистрировано два подтверждённых случая заражения людей вирусом Мокола, один из которых закончился летальным исходом. Вакцина от бешенства не обеспечивает перекрёстный иммунитет к вирусу Мокола; других известных методов лечения MOKV не существует.

## Классификация
MOKV относится к роду Lyssavirus, который входит в семейство Rhabdoviridae. MOKV — один из четырёх лиссавирусов, встречающихся в Африке. Остальные три вируса — это вирус бешенства, вирус Дювенгажа и Лагосский лиссавирус летучих мышей.

## Открытие
MOKV был впервые выделен в Нигерии в 1968 году из трёх землероек-белозубок, найденных в лесу Мокола, Ибадан, штат Ойо, Нигерия. Было показано, что открытый вирус морфологически и серологически связан с вирусом бешенства. С момента первого выделения, MOKV в основном обнаруживали у домашних кошек и мелких млекопитающих в Африке к югу от Сахары.
Было зарегистрировано два случая заражения человека MOKV, оба в Нигерии. В обоих случаях заразились молодые нигерийские женщины. Первая пациентка, которая страдала от лихорадки и судорог, полностью выздоровела после заражения. Во втором случае, произошедшем в 1972 году, пострадала 6-летняя девочка. Вторая пациентка в конечном итоге страдала от сонливости, паралича и в результате впала в кому.
Происхождение MOKV в обоих случаях заражения людей остаётся невыясненным.

## Геном и структура
Геном MOKV состоит из несегментированной одноцепочечной антисмысловой РНК-молекулы длиной 11 939 нуклеотидов. По оценкам, 90,3% генома MOKV состоит из последовательностей, кодирующих белки или сигнальные вещества.
Геном кодирует пять белков: матричный белок M; трансмембранный гликопротеин G; нуклеопротеин N; фосфопротеин P; и РНК-зависимую РНК-полимеразу L
MOKV — это оболочечный вирус, оболочка которого покрыта шипами, состоящими из вирусного белка G. MOKV имеет «пулевидную» форму, характерную для представителей семейства Rhabdoviridae.

## Эволюция
Этот вирус, по-видимому, появился в период с 279 по 2034 год до н. э.

## Пути передачи
Случаи заражения людей MOKV продемонстрировали его зоонозный потенциал, но, поскольку его естественный резервуар до сих пор не выявлен, пути передачи изучены плохо. Учитывая, что вирус Мокола был выделен у мелких млекопитающих и домашних кошек, было высказано предположение, что мелкие млекопитающие, на которых охотятся домашние кошки, могут быть его естественным резервуаром.
Кроме того, в отличие от других Lyssavirus, MOKV способен размножаться внутри клеток кровососущих комаров in vitro, что позволяет предположить, что насекомые могут быть причастны к его передаче.

## Лечение и профилактика
В настоящее время не существует медицинской или ветеринарной вакцины, защищающей от заражения MOKV. Установлено, что, несмотря на родство между MOKV и вирусом бешенства, иммунизация вакциной против бешенства не обеспечивает защиту от заражения MOKV. Это было продемонстрировано при выделении последнего из организма нескольких домашних кошек, вакцинированных против бешенства.
Чтобы нейтрализовать вирус бешенства, вакцина против бешенства нацелена на трансмембранный гликопротеин G на вирусной оболочке. Различия в аминокислотных последовательностях антигенного домена III белка G между вирусом бешенства и вирусом Мокола сделали вакцину против бешенства неэффективной против заражения MOKV.